# Gerardo Masana
Gerardo Masana   (Banfield, 1 de febrer de 1937 - Buenos Aires, 11 de novembre de 1973) fou un músic argentí fundador del grup de comèdia-musical Les Luthiers el 1965. Masana va morir de leucèmia vuit anys més tard, l'11 de novembre de 1973. Els altres membres de Les Luthiers van romandre junts fins que Daniel Rabinovich va morir el 2015, a partir del 2017 encara actuen en directe en gires per Amèrica Llatina i Espanya.

## Biografia
Gerardo va ser el primer fill de Joan Masana Sales i Antònia Silvestre, nascuts a Catalunya i arribats a Argentina amb 4 i 10 anys, fills respectivament dels actors Enric Masana i Gregori Silvestre, que es conegueren al Casal de Catalunya de Buenos Aires.
Criat en un ambient on la música, el teatre i la literatura eren part de la família, aviat va sentir el desig de participar al Coro de Ingeniería de la Universitat de Buenos Aires, on va conèixer als que després serien integrants de Les Luthiers.
Va ser el creador del grup, va compondre les primeres obres (com la Cantata Laxatón), i va crear els primers instruments informals (com el bass-pipe a vara, la màquina de tocar o dactilòfon, el contrachitarrone da gamba, o el violoncel legüero entre molts altres).
Va morir de leucèmia el 23 de novembre de 1973. La seva influència mai va deixar de ser palès en el grup: a gairebé cinquanta anys després de la seva mort, instruments creats per ell continuen emprant-se en escena, i també fins i tot alguna obra en què ell havia participat. Als programes de mà del grup sempre figura el seu nom com a fundador d'aquest.
La seva biografia queda continguda al llibre Gerardo Masana i la fundació de Les Luthiers, escrita pel seu fill, Sebastián Masana, el 2004.